# Lisa Brambani
Lisa Brambani née le 18 août 1967 à Bradford, est une coureuse cycliste anglaise.

## Biographie
En 1988, elle est onzième des Jeux olympiques d'été. Deux ans plus tard, elle décroche la deuxième place aux Jeux du Commonwealth.
Sa fille Abby-Mae Parkinson (née en 1997) est également cycliste.

## Palmarès sur route
- 1985
  - 2e des championnats de Grande-Bretagne de cyclisme sur route
- 1986
  -  Championne de Grande-Bretagne sur route
- 1987
  -  Championne de Grande-Bretagne sur route
  - 5e de la course en ligne des championnats du monde de cyclisme sur route 1987
- 1988
  -  Championne de Grande-Bretagne sur route
  - 3e du Tour de l'Aude cycliste féminin
- 1989
  -  Championne de Grande-Bretagne sur route
  - Women's Challenge
- 1990
  -  Médaillée d'argent de la course en ligne des Jeux du Commonwealth
  - 3e du Women's Challenge